# 當馬蘭奴足球會
當馬蘭奴足球會（義大利語：Football Club Domagnano），舊名為S.P.當馬蘭奴，通常被稱為F.C.當馬蘭奴或當馬蘭奴，是聖馬力諾的一個足球俱樂部，總部設在多马尼亚诺。該俱樂部成立於1966年。多瑪尼亞諾目前於聖馬力諾足球錦標賽'Girone B'角逐。球隊的顏色是紅色和黃色。

## 成就
- 聖馬力諾足球錦標賽: 4

1988–89、2001–02、2002–03、2004–05
- 蒂塔諾盃: 8

1972, 1988, 1990, 1992, 1996, 2001, 2002, 2003
- 聖馬力諾聯邦盃: 3

1990, 2001, 2004

## 歐洲賽紀錄
| 季節    | 賽事       | 回合         | 俱樂部     | 首回合 | 次回合 | 合計 |
| ------- | ---------- | ------------ | ---------- | ------ | ------ | ---- |
| 2002–03 | 歐洲足協盃 | 外圍賽       | 薛斯高夫   | 0–2    | 0–3    | 0–5  |
| 2003–04 | 歐洲足協盃 | 外圍賽       | 莫斯科魚雷 | 0–4    | 0–5    | 0–9  |
| 2005–06 | 歐洲足協盃 | 外圍賽第一圈 | 當姆薩尼   | 0–5    | 0–3    | 0–8  |

## 外部連結
- FSGC page
- eufo.de - Team squad lists （页面存档备份，存于）